# Cratyna almoresi
Cratyna almoresi är en tvåvingeart som beskrevs av Lane 1960. Cratyna almoresi ingår i släktet Cratyna och familjen sorgmyggor. Inga underarter finns listade i Catalogue of Life.